# 薛剑
薛剑（1968年7月—），男，江苏淮安涟水人，中华人民共和国外交官，现任中华人民共和国驻大阪总领事。

## 生平
薛剑毕业于北京外国语学院日語系，1992年，进入中华人民共和国外交部工作，先后在外交部亚洲司、驻日本大使馆任职。2006年，任驻日本大使馆一等秘书，后升任参赞。2012年，任外交部亚洲司参赞兼处长。2014年，任驻日本大使馆公使衔参赞。2018年，回任外交部亚洲司参赞。2019年，升任外交部亚洲司副司长。2021年11月，出任中华人民共和国驻大阪总领事，大使衔。

## 与令和新选组的政治对立

### 松原仁涉台言论争议问题
薛剑在担任大阪总领事期间，在日本众议院选举期间发布有令和新选组字样的视频，警告松原仁、和田有一朗等议员不得和台湾往来，并「理解并支持中国人民反台独、致力于国家统一的正义事业，以实际行动维护中日关系大局。」
松原仁反击称，薛剑的行为不可接受，应被视为不受欢迎人物并驱逐出境。但因其只是众议院议员而非执政官僚，此类言论对立并未违反维也纳外交公约且在国际政治中司空见惯，其过激言论并未被任何实际权力机关所采纳。